# بهتره با سال تماس بگیری (فصل ۲)
فصل دوم مجموعه تلویزیونی آمریکایی بهتره با سال تماس بگیری از ۱۵ فوریه ۲۰۱۶ پخش شد و در ۱۸ آوریل ۲۰۱۶ به پایان رسید. این فصل ده قسمتی دوشنبه شب‌ها در ایالات متحده از شبکه ای‌ام‌سی پخش شد. اسپین‌آف پیش‌آیند بریکینگ بد، بهتره با سال تماس بگیری توسط وینس گیلیگان و پیتر گولد ساخته شد که هر دو در بریکینگ بد نیز کار کرده بودند.

## بازیگران

### اصلی
- باب ادنکیرک در نقش: جیمی مک‌گیل
- جاناتان بنکس در نقش: مایک ارمنتراوت
- ری سیهورن در نقش: کیم وکسلر
- پاتریک فابیان در نقش: هاوارد هملین
- مایکل ماندو در نقش: ناچو وارگا
- مایکل مک‌کین در نقش: چاک مک‌گیل

## قسمت‌ها
| شم. کلی | شم. در فصل | عنوان           | کارگردان       | نویسنده                       | تاریخ انتشار اصلی | U.S. تعداد بیننده (میلیون) |
| ------- | ---------- | --------------- | -------------- | ----------------------------- | ----------------- | -------------------------- |
| ۱۱      | ۱          | «تعویض»         | توماس اشنوز    | توماس اشنوز                   | ۱۵ فوریه ۲۰۱۶     | ۲٫۵۷                       |
| ۱۲      | ۲          | «کابلر»         | تری مک‌دانا     | جنیفر هاتچیسون                | ۲۲ فوریه ۲۰۱۶     | ۲٫۲۳                       |
| ۱۳      | ۳          | «آماریلو»       | Scott Winant   | Jonathan Glatzer              | ۲۹ فوریه ۲۰۱۶     | ۲٫۲۰                       |
| ۱۴      | ۴          | «دستکش‌ها بیرون» | Adam Bernstein | Gordon Smith                  | ۷ مارس ۲۰۱۶       | ۲٫۲۰                       |
| ۱۵      | ۵          | «ربکا»          | جان شیبان      | Ann Cherkis                   | ۱۴ مارس ۲۰۱۶      | ۱٫۹۹                       |
| ۱۶      | ۶          | «بالی های»      | مایکل اسلوویس  | جنیفر هاتچیسون                | ۲۱ مارس ۲۰۱۶      | ۲٫۱۱                       |
| ۱۷      | ۷          | «باد شدنی»      | کالین باکسی    | Gordon Smith                  | ۲۸ مارس ۲۰۱۶      | ۲٫۰۳                       |
| ۱۸      | ۸          | «فیفی»          | لاریسا کندراکی | توماس اشنوز                   | ۴ آوریل ۲۰۱۶      | ۱٫۹۳                       |
| ۱۹      | ۹          | «میخکوب شده»    | پیتر گولد      | پیتر گولد                     | ۱۱ آوریل ۲۰۱۶     | ۲٫۰۶                       |
| ۲۰      | ۱۰         | «کلیک»          | وینس گیلیگان   | Heather Marion و وینس گیلیگان | ۱۸ آوریل ۲۰۱۶     | ۲٫۲۶                       |